# Heptanoat d'etil
L'heptanoat d'etil és l'ester que resulta de la condensació de l'àcid heptanoic i l'etanol. Industrialment es fa servir pel fet que té una olor similar a la del raïm. És un líquid d'incolor a groc pàl·lid, amb olor afruitada, insoluble en aigua. És un component natural de fruites i begudes alcoholiques.

## Seguretat
Els vapors mesclats amb aire poden ser explosius. L'heptaonat d'etil provoca la corrosió i irritació lleu si entra en contacte amb la pell o els ulls.